# Fortune (revista)
A Fortune é uma revista sobre negócios americana, fundada por Henry Luce em 1930. Suas publicações, que incluíam Time, Life, Fortune e Sports Illustrated, tornaram-se a Time Warner, o maior conglomerado de mídia do mundo, antes de sua aquisição pela AOL em 2000. Na área do jornalismo de negócios, seus principais concorrentes a nível nacional são a Forbes, que também é publicada duas vezes por semana, e a BusinessWeek. Fortune é correntemente publicada pela empresa subsidiária Time Inc. A revista é particularmente conhecida por publicar uma lista anual de empresas por faturamento.

## Listas daFortune
Um tema da Fortune é sua publicação regular de listas pesquisadas e classificadas. No campos dos recursos humanos, por exemplo, sua lista de Melhores Empresas Para se trabalhar (em inglês) é usado pela indústria como ponto de referência. Suas listas mais famosas classifica empresas por receita bruta e escreve sobre seus negócios:
- Fortune 500
- Fortune 1000
- Fortune Global 500
- Fortune 100 Melhores Empresas Para Trabalhar
- Companhias Mais Admiradas da América da Fortune
- Companhias Mais Admiradas do Mundo da Fortune